# Вампирске бундеве и лубенице
Вампирске тикве и лубенице су народна легенда са Балкана, коју је описао српски етнолог Татомир Вукановић. Прича је повезана са фоклором и митологијом Рома о вампирима.
Вампирско воће је слично веровању да ће сваки неживи предмет који остане напољу током ноћи пуног месеца постати вампир. Једна од главних индикација да ће бундева или лубеница ускоро проћи кроз вампирску трансформацију (или је већ прошла) је појава капи крви на кори.
Ову легенду је популаризовала књига Терија Прачета из 1998. Carpe Jugulum, комични фантастични роман који у великој мери користи легенде о вампирима. Прачет је изјавио да није сам измислио причу о вампирској лубеници. Налази се у неколико других радова: књига Јана Перковског из 1976. поново је штампала Вукановићев извештај, а веб-стрип Digger који је освојио награду Хјуго помиње поље вампирске тиквице.